# World Science Fiction Convention
O casal de escritores de FC L. Sprague de Camp e Catherine de Camp em 1988, na 46ª World Science Fiction Convention.
A Worldcon, ou mais formalmente The World Science Fiction Convention, é a mais longeva convenção de ficção científica existente, tendo existido de 1939 a 1941 e, após a interrupção forçada pela Segunda Guerra Mundial, anualmente desde 1946.